# Oxe
Oxe er en uddød, yderst fåtallig dansk adelsslægt, der siges at være indvandret fra
Franken under navnet Reyendorf. Slægten tilhørte ur- og højadelen
(Eyendorf er en kommune i distriktet Harburg, i Niedersachsen, Tyskland.)

## Våben
Slægten førte en rød okse i sølv felt og en halv rød okse på hjelmen.

## Historie
Rigsråden, lensmand på Krogen og Helsingborg Peder Oxe til Asserbo, slægtens første kendte mand var 1436 anfører for den styrke, som sendtes mod Engelbrecht Engelbrechtson, hvem han standsede ved Rønneåen. Han var fader til rigsråden hr. Johan Oxe til Tordsø, der hørte til Christian Is mest betroede mænd, og som gentagne gange forhandlede med svenskerne. Hr. Johan fik betydelige forleninger, erhvervede meget gods og ledsagede dronning Dorothea til Rom som hendes hofmester. Blandt hans sønner kan nævnes hr. Torben Oxe til Lundegård og rigsråden hr. Johan Oxe til Nielstrup. Den førstnævnte blev af Christian II udnævnt til befalingsmand på Københavns Slot, skønt han havde gjort sig ilde berygtet ved flere godsstridigheder. Nogen tid efter angav slotsskriveren, Hans Faaborg, for kongen, at hr. Torben tragtede efter Dyvekes gunst, og en gang endog havde kastet hende om på kongens seng. Da slotsskriverens angivelse imidlertid ikke fandt tiltro hos kongen, og da hans regnskab ikke var i orden, blev han henrettet 1516. Ved Sankt Hansdags tid 1517 døde Dyveke, hvorefter der udbredte sig det rygte, at døden skyldtes nogle forgiftede kirsebær, som Torben Oxe havde sendt hende. Foreløbig syntes kongen stadig ikke at have fattet mistanke til Torben Oxe, der imidlertid noget senere var så ubetænksom at udtale, at han nok havde ønsket, men aldrig opnået Dyvekes gunst. Han blev nu anklaget for rigsrådet, men frifundet, hvorefter kongen lod nedsætte en gårdsret på 12 bønder, der udtalte: Ikke vi, men Torben Oxes egne gerninger dømmer ham. Under en herredag i København, hvor størstedelen af adelen var til stede, afholdt i november samme år, faldt hans, hoved for bøddeløksen, skønt hele rigsrådet, dronningen og den pavelige legat havde bedt kongen om nåde. Dette blev en af hovedårsagerne til bruddet mellem kongen og adelen. Hr. Johan Oxe til Nielstrup blev under folkerejsningen i slutningen af 1534 angrebet af borgere og bønder på sin gård. Netop som han ville rette en falkonet mod sine angribere, sprang den og dræbte ham. Han var fader til rigshofmesteren Peder Oxe (1520-1575), til rentemesteren Eskild Oxe til Løgismose (død 1563) og til forstander for Herlufsholm Albert Oxe til Nielstrup (død 1577), med hvem slægten uddøde.
Oxholm er opkaldt efter Anne Oxe, der var gift med lensmand Frants Banner.

## Væsentlige personer af slægten
- Albert Oxe (død 1577) til Nielstrup
- Eskild Oxe (død 1563) til Løgismose
- Inger Oxe (død 1591)
- Johan Oxe (død ca. 1490) til Tordsø – rigsråd
- Johan Oxe (død 1534) til Nielstrup – rigsråd
- Peder Oxe (omkring 1435) – rigsråd
- Peder Oxe (1520-1575) – rigshofmester
- Torben Oxe (død 1517)